# 横浜華僑青年会龍獅團
横浜華僑青年会龍獅團（よこはまかきょうせいねんかいりゆうしだん）は、20世紀の初頭に神奈川県横浜市の横浜中華街に在住する華僑一世によって伝えられた龍舞と獅子舞の発揚と後継者育成を目的とする集団。
2013年現在は華僑三世を中心に日本人を含め様々な国籍の男女50名が在籍し、龍獅団は、日本唐山龍獅總會（にほんとうざんりゅうしそうかい）と団体名を改名している。また、メディア進出を果たすなど、活躍の場を広げている。

## メディアへの主な出演
- 世界ウルルン滞在記 - 窪塚俊介と共演
- ウィダーinゼリー（森永製菓）のCM - 木村拓哉と共演
- ズームイン!!SUPER
- I am 日本人 - 2006年8月公開